# Club Deportivo Español de Talca
La Corporación Club Deportivo Español de Talca es un equipo de básquetbol chileno de la ciudad de Talca, Región del Maule.
Fue uno de los fundadores de la División Mayor del Básquetbol de Chile en 1979, máxima competición del básquetbol chileno hasta su desaparición en 2013. Sin embargo, el 29 de diciembre de 2009, y junto a otros tres equipos, el club decidió retirarse de la Dimayor en protesta por el manejo administrativo de esta. Al año siguiente se unió a la Liga Nacional de Básquetbol, siendo campeón de esta en su primera edición.
Tras el primer campeonato alcanzado en la LNB, una serie de conflictos con la dirigencia encabezada por Miguel Herrera motivaron el regreso del club a la Dimayor el 1 de septiembre de 2011. No obstante, el club vuelve a retirarse de la Dimayor para participar en la temporada 2012-2013 en la Liga Nacional de Básquetbol, competencia en la cual participa hasta el día de hoy.
Históricamente, Español de Talca está considerado como uno de los clubes más importantes del básquetbol chileno al ser el equipo con más temporadas participadas en las máximas competencias nacionales y por ser, junto a la Universidad de Concepción, el club más laureado de la LNB con 3 títulos

## Historia
El club fue fundado el 1 de abril de 1921. Desde su fundación, fue uno de los equipos más importantes de Talca, ganando en diversas oportunidades campeonatos locales y regionales.
En 1979 fue uno de los fundadores de la División Mayor del Básquetbol de Chile, en la cual participó ininterrumpidamente hasta la temporada 2010, cuando diferencias con la directiva alejaron al club de la competición.
En diciembre de 1981 el equipo logró coronarse campeón de la tercera temporada de la Dimayor tras dejar en el camino a su más cercano competidor, Esperanza de Valparaíso. 
En 2010 fue uno de los fundadores de la Liga Nacional de Básquetbol de Chile, competencia de la cual se convertiría en su primer campeón. Sin embargo, al año siguiente volvió a la Dimayor, pero nuevamente discrepancias con la directiva hicieron al club volver a Liga Nacional de Básquetbol, donde consiguió el torneo 2012-13, el segundo de su historia en esta competición.
Durante la temporada 2016-17 el equipo logró coronarse nuevamente campeón de la competición al derrotar en la final nacional a Osorno Básquetbol en una serie definida por 4 a 2. De esta manera, Español de Talca alcanzó su tercer título de la Liga Nacional de Básquetbol y se convirtió en el equipo más laureado de la competición hasta ese entonces. Destacaron en la consecución de este título, así también como en los de 2010 y 2013, dos de los jugadores más históricos del club: los hermanos Samuel y Francisco "Tachuela" Bravo.
En la temporada 2018-19, y tras una irregular campaña, el club desciende por primera vez en su historia a la Segunda División de la LNB tras perder en los playoffs de descenso de la Conferencia Centro ante la Universidad Católica en una serie definida por 4-2 a favor del conjunto universitario.
Finalmente, y tras disputar la temporada 2019-20 de la Segunda División, el equipo se consagró campeón de esta categoría al vencer en la final de campeonato a Sergio Ceppi en una serie definida por un contundente 2 a 0. En consecuencia, el club logró el ascenso a la Liga Nacional de Básquetbol para la temporada 2020-21.

## Datos del Club
- Temporadas en Dimayor: 31 (1979-2009 y 2011).
- Temporadas en LNB: 8 (2010, 2012-13 - 2019).
- Participaciones internacionales (2):
  - Liga de las Américas: 2010-11 y 2018.

## Palmarés

### Torneos nacionales
- Liga Nacional de Básquetbol de Chile (3): 2010, 2012-13, 2016-17.
- División Mayor del Básquetbol de Chile (1): 1981.
- Segunda División de la Liga Nacional de Básquetbol de Chile (1): 2019-20.